# Bjarnason
Bjarnason ist ein männlicher isländischer und färöischer Name.

## Herkunft und Bedeutung
Bjarnason ist ein Patronym und bedeutet Bjarnis Sohn. Die weibliche Entsprechung ist Bjarnadóttir (Bjarnis Tochter).

## Namensträger
- Adeline Rittershaus-Bjarnason (1867–1924), deutsche Philologin und Germanistin
- Ágúst H. Bjarnason (1875–1952), isländischer Philosoph und Psychologe
- Andri Rúnar Bjarnason (* 1990), isländischer Fußballspieler
- Ásmundur Bjarnason (1927–2024), isländischer Leichtathlet
- Birkir Bjarnason (* 1988), isländischer Fußballspieler
- Bjarni Bjarnason (* 1965), isländischer Schriftsteller
- Björn Bjarnason (* 1944), isländischer Politiker (Unabhängigkeitspartei) und Journalist
- Gústaf Bjarnason (* 1970), isländischer Handballspieler
- Ingibjörg H. Bjarnason (1867–1941), isländische Frauenrechtlerin, Politikerin und Lehrerin
- Jóhann Magnús Bjarnason (1866–1945), isländischer Schriftsteller
- Jón Bjarnason (* 1943), isländischer Politiker (Regnboginn)
- Jón Páll Bjarnason (1938–2015), isländischer Jazzgitarrist
- Paul Bjarnason (* 1944), kanadischer Gewichtheber
- Rina Bjarnason (* 1964), australische Handballspielerin
- Sigurður Bjarnason (Politiker) (1915–2012), isländischer Politiker
- Sigurður Bjarnason (Handballspieler) (* 1970), isländischer Handballspieler und -trainer
- Theódór Elmar Bjarnason (* 1987), isländischer Fußballspieler
- Þórhallur Bjarnason (1855–1916), isländischer Bischof
- Vilhjálmur Bjarnason (* 1952), isländischer Politiker (Unabhängigkeitspartei)